# Tomasz Iwan
Tomasz Iwan (født 12. juni 1971 i Słupsk, Polen) er en tidligere polsk fodboldspiller (midtbane).
Iwan spillede i løbet af sin 15 år lange karriere for en lang række klubber. Længst tid tilbragte han i hjemlandet, hvor han blandt andet spillede for ŁKS Łódź og Lech Poznań, og i Holland, hvor han repræsenterede storklubberne Feyenoord og PSV Eindhoven. Hos PSV var han med til at vinde det hollandske mesterskab to år i træk, i 2000 og 2001.
Iwan spillede desuden 40 kampe og scorede fire mål for det polske landshold. Han nåede aldrig at deltage i en slutrunde med landet.